# Pieprzniczka szarawa

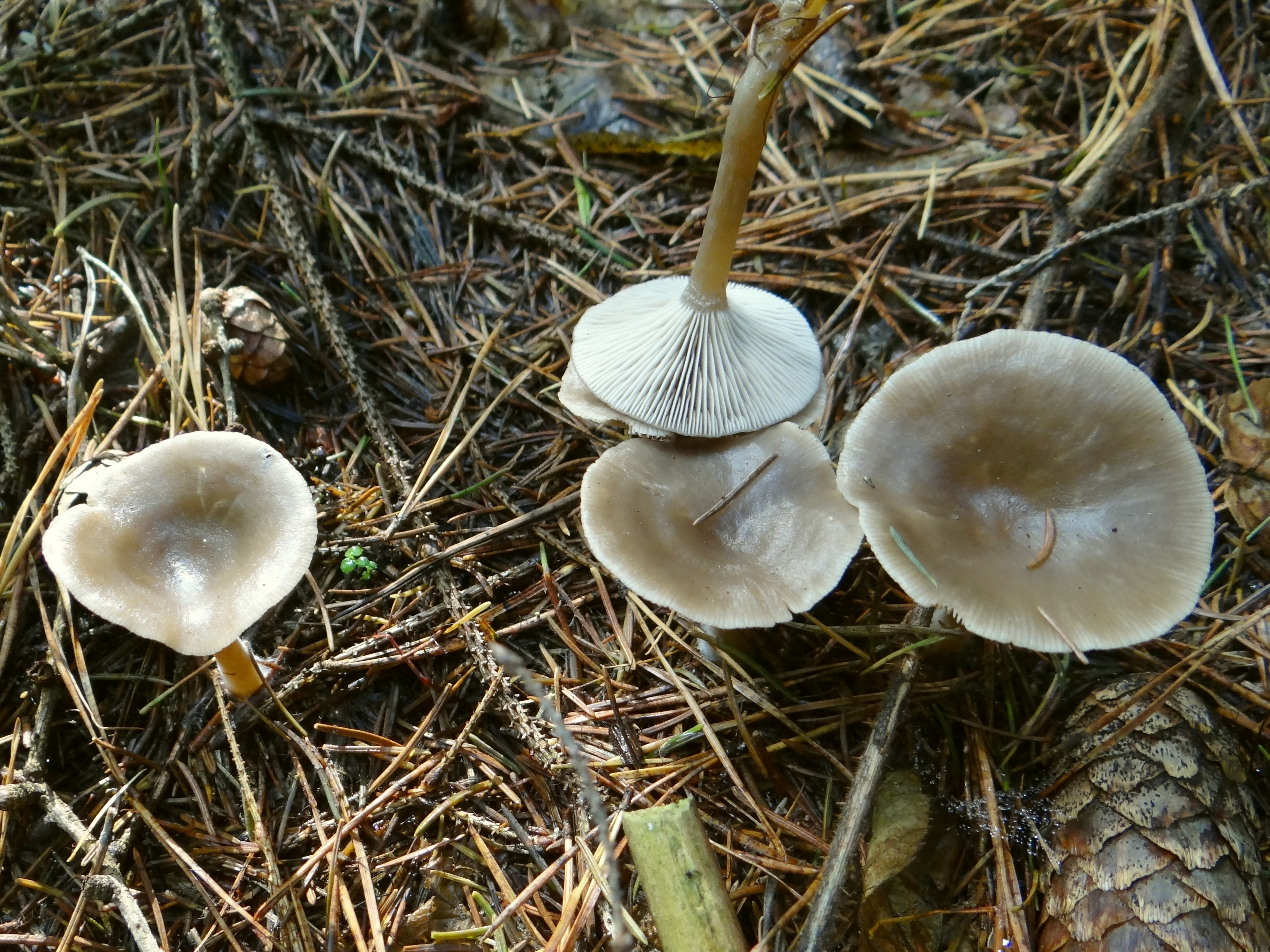

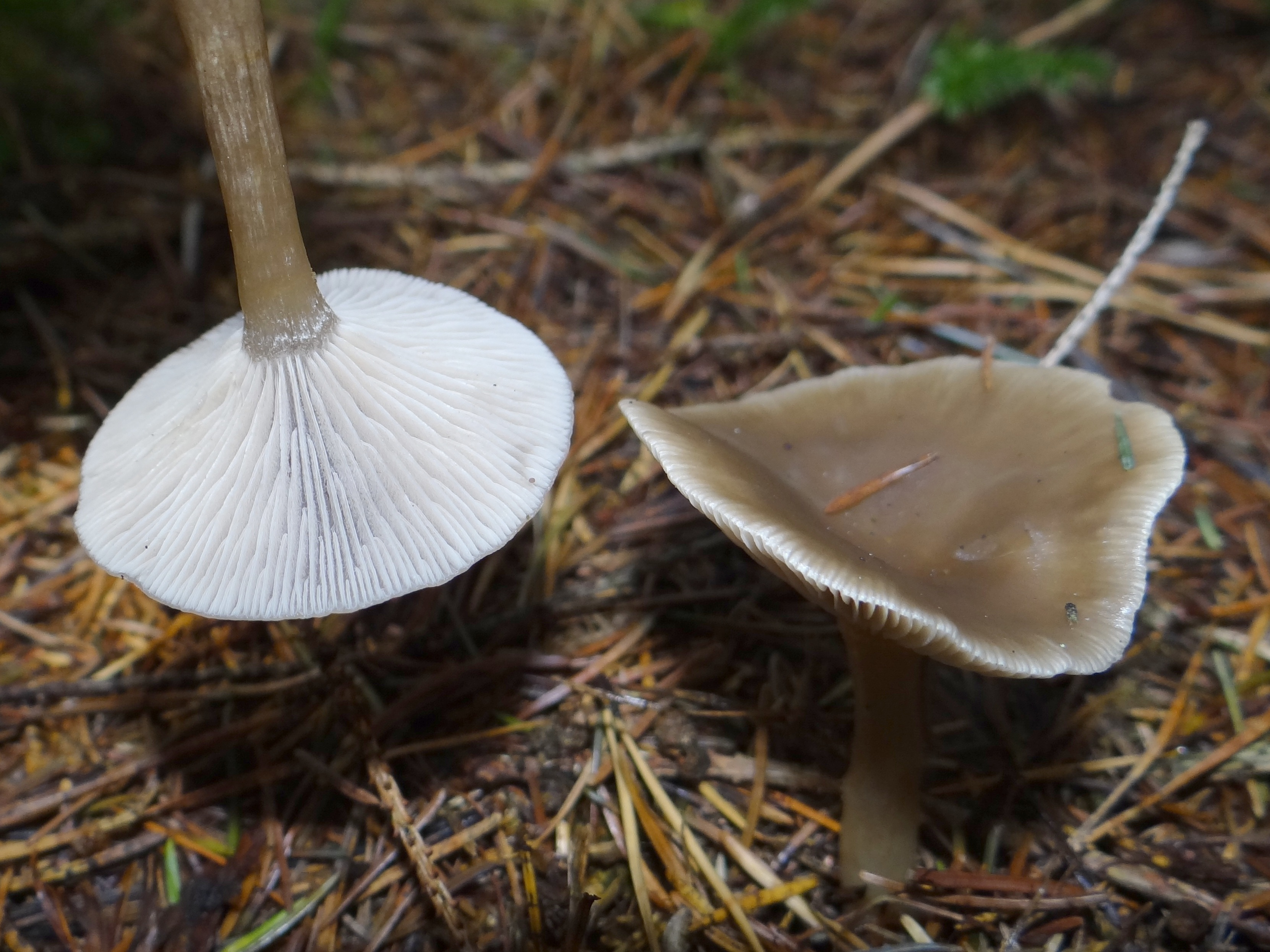

Pieprzniczka szarawa (Cantharellula umbonata (J.F. Gmel.) Singer) – gatunek grzybów z rodziny wodnichowatych (Hygrophoraceae).

## Systematyka i nazewnictwo
Pozycja w klasyfikacji według Index Fungorum: Cantharellula, Hygrophoraceae, Agaricales, Agaricomycetidae, Agaricomycetes, Agaricomycotina, Basidiomycota, Fungi.
Po raz pierwszy takson ten zdiagnozował w 1792 r. Johann Friedrich Gmelin nadając mu nazwę Merulius umbonatus. Obecną, uznaną przez Index Fungorum nazwę nadał mu w 1936 r. Rolf Singer, przenosząc go do rodzaju Cantharellula.
Niektóre synonimy naukowe:

- Agaricus molliculus Britzelm. 1885
- Cantharellus umbonatus (J.F. Gmel.) Pers. 1794
- Clitocybe mollicula (Britzelm.) Sacc. 1887
- Clitocybe umbonata (J.F. Gmel.) Konrad 1931
- Hygrophoropsis umbonata (J.F. Gmel.) Kühner & Romagn. 1953
- Merulius umbonatus J.F. Gmel. 1792
- Merulius umbonatus J.F. Gmel. 1792 subsp. umbonatus[3].

Nazwę polską podał Władysław Wojewoda w 2003 r. W polskim piśmiennictwie mykologicznym gatunek ten wcześniej opisywany był jako pieprznik pępiasty lub pieprznik pępkowaty.

## Morfologia
Kapelusz
Średnica 1,5–4,5 cm, za młodu łukowaty, później płaski, na koniec lejkowaty. Czasami na środku posiada brodawkowaty garbek. Powierzchnia w stanie suchym matowa z przylegającymi łuskami, w stanie wilgotnym czernieje. Kolor szarobrązowy lub szary, do fiołkowego.
Blaszki
Szerokie i szeroko przyrośnięte, nieco zbiegające po trzonie. Kolor biały do kremowobiałego. Uszkodzone po chwili czernieją. Są stłoczone i na końcach rozwidlone.
Trzon
Wysokość 3–10 cm, grubość 2–6 mm, walcowaty, pełny i kruchy. Powierzchnia jasnoszarobrązowa pokryta podłużnymi białymi włókienkami, w górnej części ciemniejsza, przy podstawie pilśniowata.
Miąższ
Cienki, białawy, bez wyraźnego smaku i zapach. Uszkodzony zmienia kolor na jasnoczerwonawy.
Cechy mikroskopowe
Strzępki w tramie o średnicy 3,5–5,5 μm, splątane. Subhymenium dobrze rozwinięte, strzępki podobne jak w tramie, ale przeważnie zorientowane prostopadle do strzępek tramy. Podstawki wydłużone, zgrubiałe, gładkie, bezbarwne, często zawierające ciała oleiste. Mają 4 sterygmy i rozmiar 28–35 × 5–6,5 μm. Cienkościenne zarodniki mają rozmiar (7,8-) 8,5–10 (-11,1) × (2,5-) 3–3,5 (-4,2) μm i kształt od wąsko cylindrycznego do wrzecionowatego. Wyrostek wnęki słabo widoczny. Są nieco nierównoboczne. Strzępki w trzonie są równoległe, gładkie, hialinowe i mają szerokość 5–12,5 μm.

## Występowanie i siedlisko
W Europie i Ameryce Północnej jest szeroko rozprzestrzeniony. Podano także występowanie tego gatunku w Japonii. W Niemczech i Holandii znajduje się na listach gatunków zagrożonych. W Polsce jest nieczęsty, ale nie jest zagrożony. W piśmiennictwie naukowym opisano liczne jego stanowiska na obszarze całego kraju.
Rośnie w lasach iglastych i mieszanych, na kwaśnej ziemi, wśród mchów, szczególnie pod świerkami. Owocniki wytwarza od sierpnia do listopada.

## Znaczenie
Saprotrof. W niektórych opracowaniach uważany za grzyb niejadalny, w innych za jadalny.